# Вешкельское сельское поселение
Ве́шкельское сельское поселение — упразднённое муниципальное образование в Суоярвском районе Республики Карелия Российской Федерации.
Административный центр — село Вешкелица.

## Население
| 2009 | 2010 | 2012 | 2013 | 2014 | 2015 | 2016 |
| ---- | ---- | ---- | ---- | ---- | ---- | ---- |
| 662  | ↘545 | ↗560 | ↗567 | ↘550 | ↘527 | ↘510 |
| 2017 | 2018 | 2019 | 2020 | 2021 |      |      |
| ↘493 | ↘478 | ↘464 | ↘456 | ↘357 |      |      |

## Населённые пункты
В сельское поселение входят 5 населённых пунктов:
| № | Населённый пункт | Тип населённого пункта | Население |
| - | ---------------- | ---------------------- | --------- |
| 1 | Арькойла         | деревня                | ↗1        |
| 2 | Вешкелица        | село                   | ↗529      |
| 3 | Игнойла          | посёлок                | ↘4        |
| 4 | Хаутаваара       | деверня                | ↗32       |
| 5 | Хюрсюля          | деревня                | →1        |